# 本多忠英
本多 忠英（ほんだ ただひで）は、江戸時代前期から中期にかけての大名。大和郡山藩主・本多政勝の三男で、郡山藩支藩藩主を経て播磨国山崎藩初代藩主。政信系本多家2代。初名は政貞。

## 生涯

### 生い立ち
正保4年（1647年）、大和郡山藩主・本多政勝の三男として生まれる。『寛政重修諸家譜』（以下『寛政譜』）では、養子2人（政長・政信）を含めて「五男」として扱われている。
父の政勝は、先代・本多政朝（本多忠勝の長男・忠政の子）の嗣子であった政長が幼少であることを理由として、寛永14年（1637年）に分家筋（忠勝の二男・本多忠朝の系統）から本多平八郎家の宗家を継ぎ、15万石の藩主となった人物である。政朝の子である政長・政信兄弟は政勝の養子となり、将来は政長が家督を継ぐこととされた。しかし、政勝は以前から自家に仕えていた家臣に重用したことなどから、郡山藩は内部に紛争を抱えることとなった。

### 大名となる
寛文2年（1662年）4月、16歳の時に義理の兄にあたる本多政信（郡山藩支藩1万石藩主）の末期養子となり、6月13日に遺領相続が認められた。6月19日に将軍・徳川家綱に御目見し、包永の刀を献上している。12月27日、従五位下肥前守に叙任。
寛文4年（1664年）4月5日、領知朱印状を交付される（寛文印知）。7月1日に初めて領地入りの暇を得る（参勤交代）。
寛文11年（1671年）、忠英の父である政勝が死去した。幕府の裁定によって郡山藩15万石は分割され、家督を継いだ本多政長が9万石、実子の本多政利が6万石を領することになった（九六騒動）。
延宝5年（1677年）、諱を政貞から忠英に改める。延宝6年（1678年）1月、肥後守に遷任。2月22日、近江国水口城の守衛の任を命じられる。

### 播磨山崎藩主
延宝7年（1679年）6月26日、本多忠英は播磨国宍粟郡山崎に封地を移され、山崎藩1万石の藩主となった。これは郡山藩主・本多政長死去にともなう措置の一環であり、同日付で政長の養嗣子・本多忠国が本多家の家督を継ぐことが認められるとともに陸奥福島藩へ15万石で転封、また本多政利は播磨明石藩に6万石で移された。
貞享4年（1687年）2月3日、職務上の不正な手続きで罰せられた元御小納戸（550石）・加藤正岑を預けられる。正岑は翌元禄元年（1688年）7月晦日に赦免された。
元禄2年（1689年）1月11日に大番頭に任じられた。
宝永元年（1704年）には城下町（山崎町）の6か町が焼失する大火があった。
宝永4年（1707年）12月29日、職務を辞する。
宝永6年（1709年）、本多平八郎家宗家の本多忠孝（忠国の子。越後村上藩主）が12歳で早世し、嗣子がなかったため、忠英の長男・忠良がその遺領を継いだ。
享保3年（1718年）6月24日、72歳で死去した。次男の忠方が跡を継いだ。なお、本多家は山崎藩主として幕末・明治維新まで続く。

## 人物
忠英は教養人であり、兵法を山鹿素行に、絵画を狩野常信に、茶と香道を片桐石州（宗関、貞昌）に、それぞれ学んだ。山崎藩本多家の史料『参考御系伝』によれば、忠英の芙蓉の絵は評価が高く、世の人は「芙蓉本多」と呼んだという。

## 系譜
- 父：本多政勝（1614-1671）
- 母：服部小右衛門の娘
- 養父：本多政信（1634-1662）
- 正室：本多忠統の娘
- 継室：七姫 - 南部重信の次女
- 側室：加藤典助の娘
- 側室：小池三平の娘
  - 次男：本多忠方（1708-1731）
  - 三男：本多忠辰（1711-1750）
- 側室：錦織八郎太夫の娘
  - 長男：本多忠良（1690-1751） - 本多忠孝の養子
- 生母不明の子女
  - 四男：本多忠強
  - 女子：花房職勝正室 - のち米津政容継室

## 備考
- 山崎の豪商・町年寄である片岡醇徳は、本多忠英の時代に『宍粟郡守令交代記』『宍粟郡誌』などの著作をあらわし、宍粟の郷土史家の先駆とされる[9]。